# 迪特尔·里德尔
迪特尔·里德尔（德語：Dieter Riedel，1947年9月16日—），德国男子足球运动员，司职前锋。他曾代表东德国奥队参加1976年夏季奥林匹克运动会足球比赛，获得一枚金牌。